# アンリ・フェリックス・エマニュエル・フィリッポトー
アンリ・フェリックス・エマニュエル・フィリッポトー (仏：Henri Félix Emmanuel Philippoteaux、1815年4月3日 - 1884年11月8日) はフランスの画家、イラストレーター。とくに歴史画を得意とした。
息子のポール・ドミニク・フィリッポトーも画家であり、後年には2人で巨大なシクロラマに取り組んだ。

## 経歴
アンリ・フェリックス・エマニュエル・フィリッポトーは、1815年4月3日にパリで生まれた。彼はパリ国立高等美術学校でレオン・コニエに師事し、1833年のサロン・ド・パリに出展した。彼はとくに歴史画を得意とし、なかでもシクロラマ絵画を描いたことで著名である。
普仏戦争におけるパリ攻囲戦のディシーの戦いや、南北戦争のゲティスバーグ戦闘場面を、息子のポール・ドミニク・フィリッポトーと共同制作した。
なかでもゲティスバーグ戦のシクロラマはアメリカでも高く評価され、評論家のジョセフ・ソカルスキは同時代の演劇プロデューサー、スティール・マッケイに関する著書 "Pictorial illusionism: the theater of Steele MacKaye" で2人の画家に言及した。
しかし、このジャンルを復活させるには1つのパノラマで十分でしたが、その後衰退していたこの芸術形式に対する一般の人々の関心をさらに10年間、ほぼ独力で再燃させました...この特異な作品は、1882年から1883年にフランス人によって最初に描かれました。芸術家のアンリ・フェリックス・フィリッポトーとポール・フィリッポトー、父と息子が1年の間チームを組み、50万人の人々がそれを成功させました...
2人の画家は、絵画の前に設置されたジオラマのような三次元のオブジェクトを追加し、塗布された画面に溶け込んだ壁や戦場のオブジェクトの場面を組み込むことによって、シクロラマの芸術的な効果を高めた。
また、彼はナポレオンの叙事詩をたどる作品も多数制作した。その中には制服を着た皇帝の肖像画や、フランス軍の勝利を描いた一連の絵画が含まれている。さらに、オリエンタリズムをテーマとする絵画も描き、イラストレーターとして「ル・マガザン・ピトレスク」などの雑誌にも寄稿している。彼は1848年にレジオンドヌール勲章の騎士に任命された。
彼は1884年11月8日にパリで世を去った。ノートル＝ダム＝デ＝シャン教会で葬儀が営まれ、モンパルナス墓地に埋葬された。彼の作品の一部はヴェルサイユ宮殿の戦いのギャラリーに展示されている。

## 作品

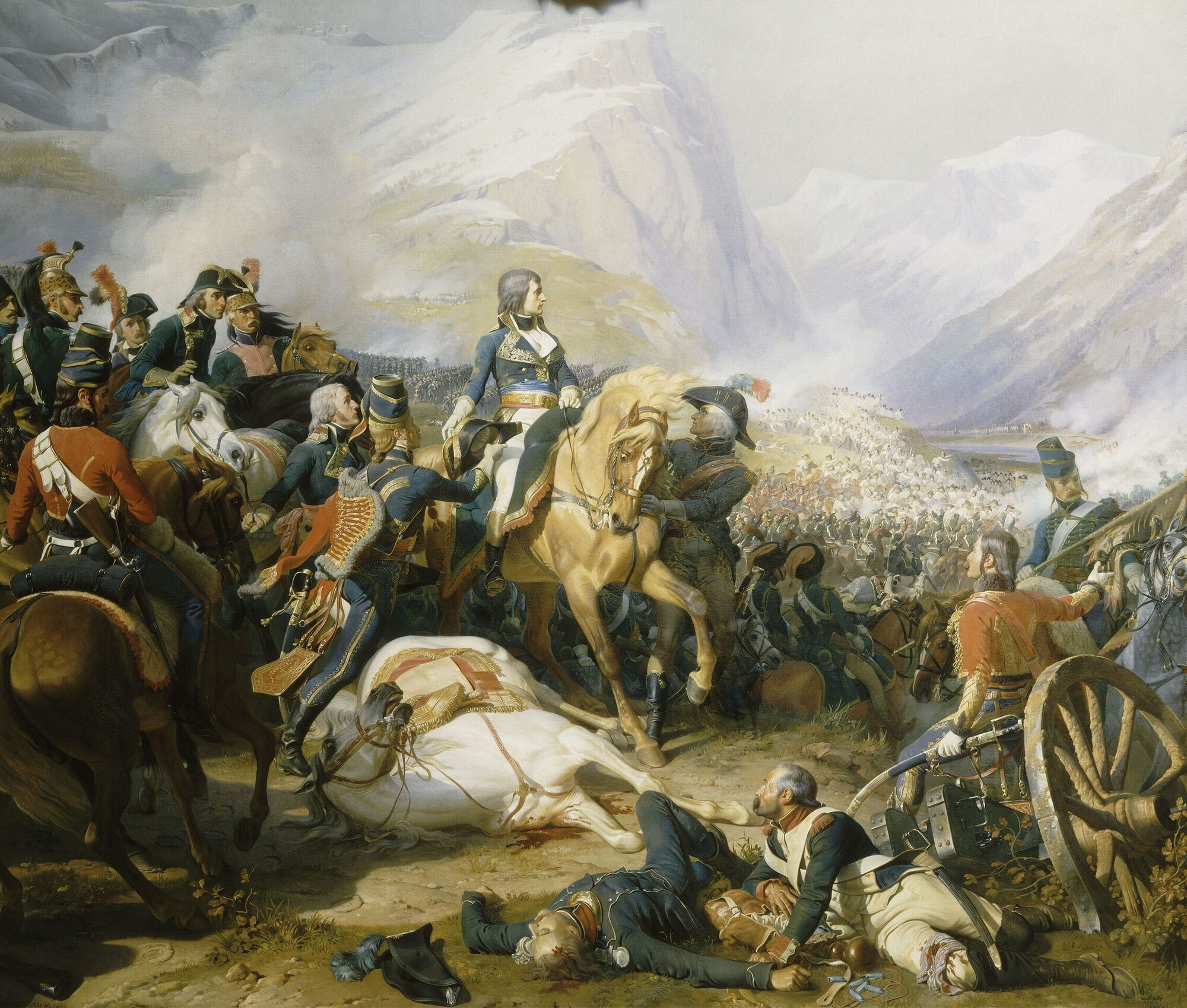
リヴォリの戦い、1794年1月14日
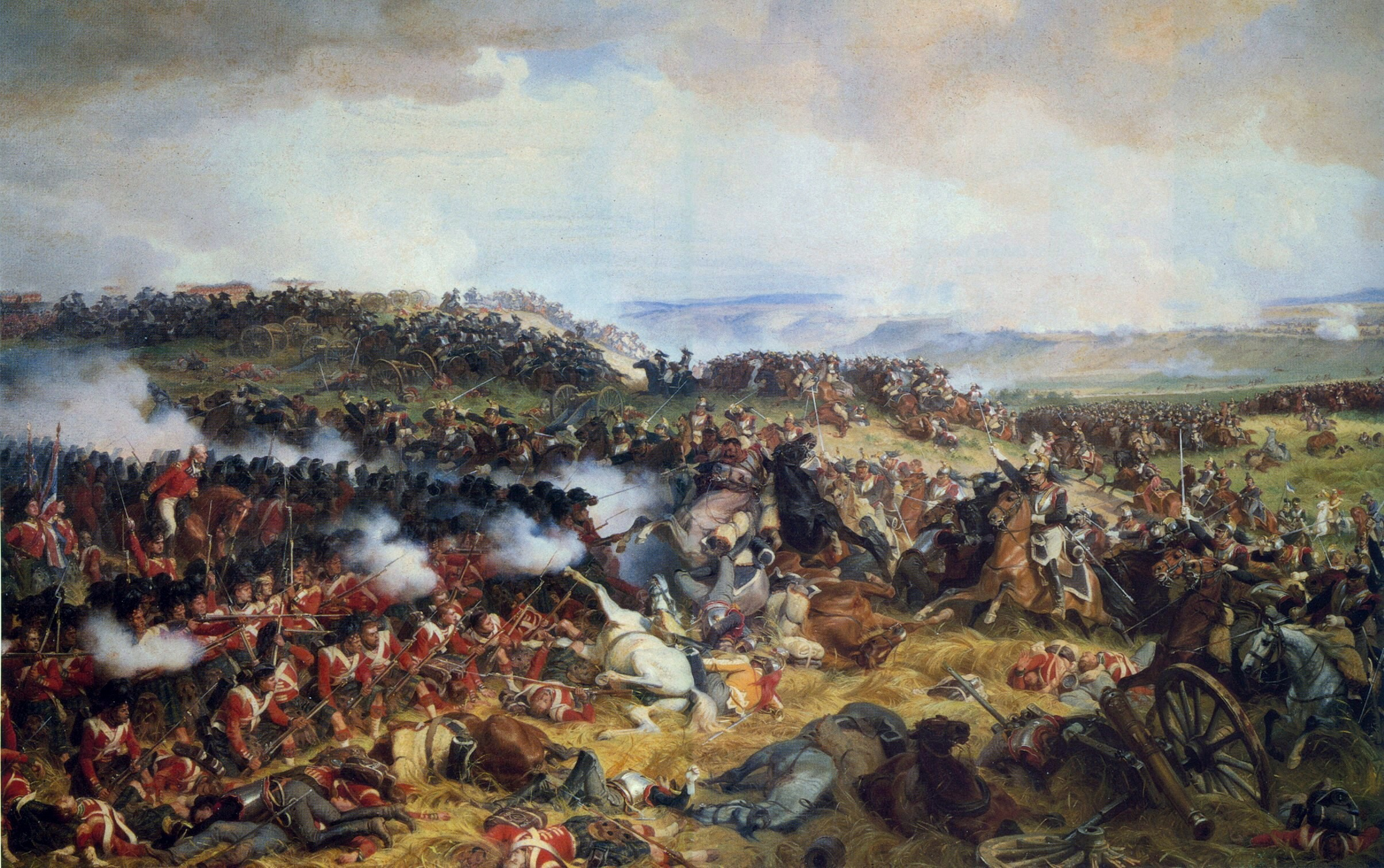
ワーテルローの戦い
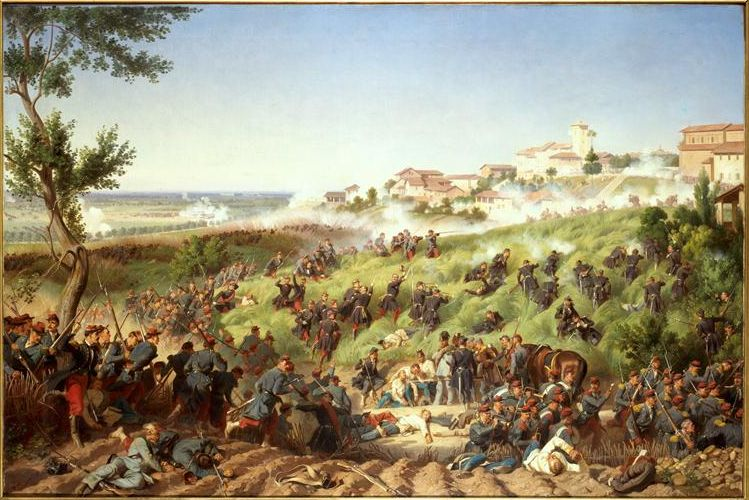
モンテベッロの戦い
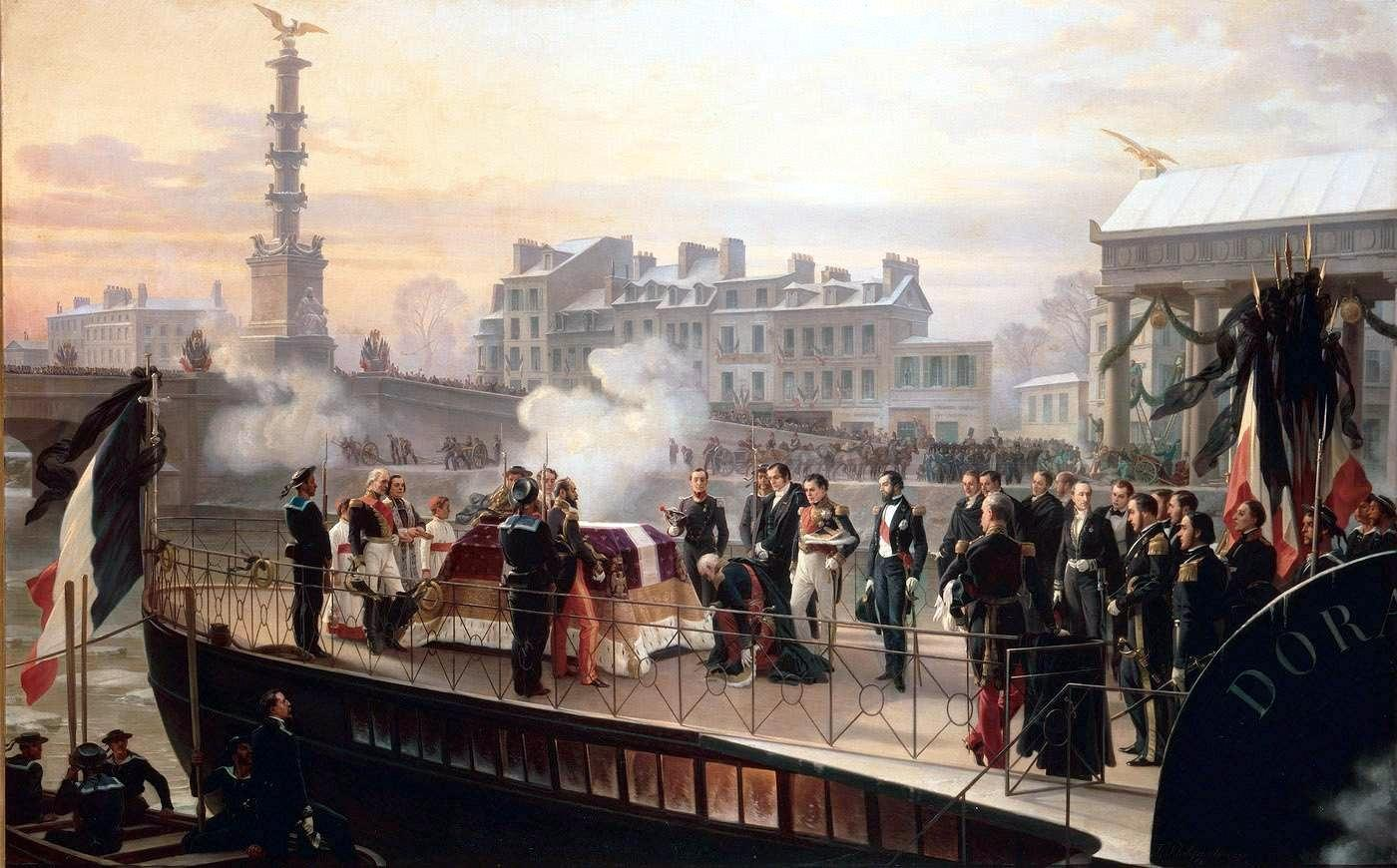
マルメゾン城にナポレオンの遺灰が到着

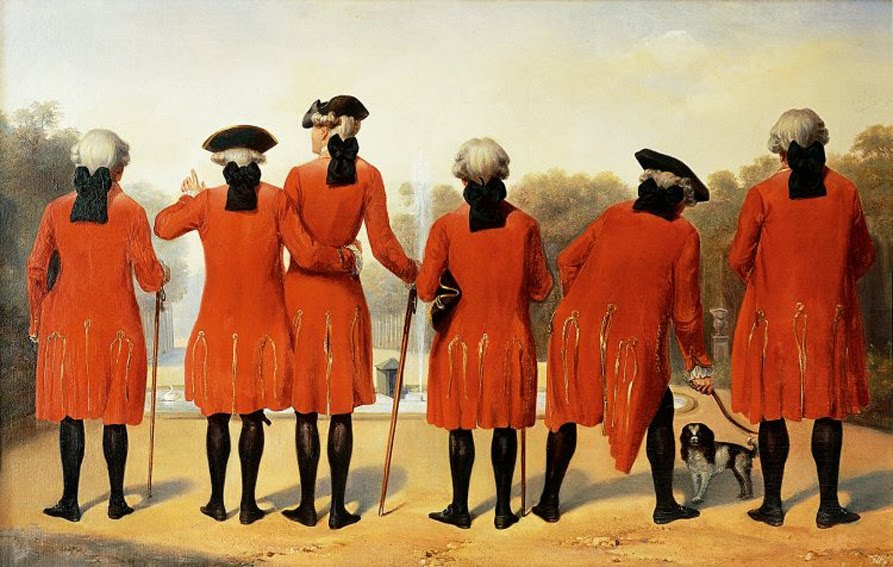
サン＝クルー城のフロックコート姿のオルレアン公紳士
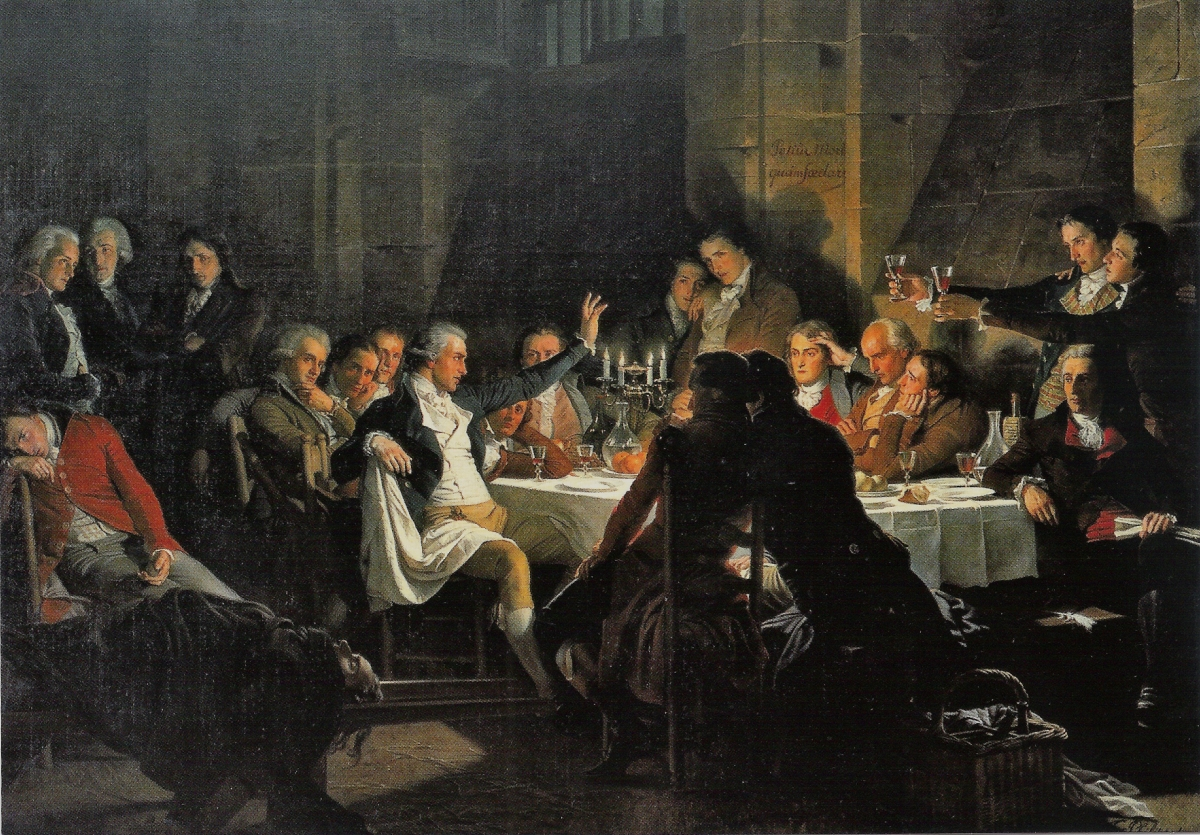
ジロンド派の最後の宴
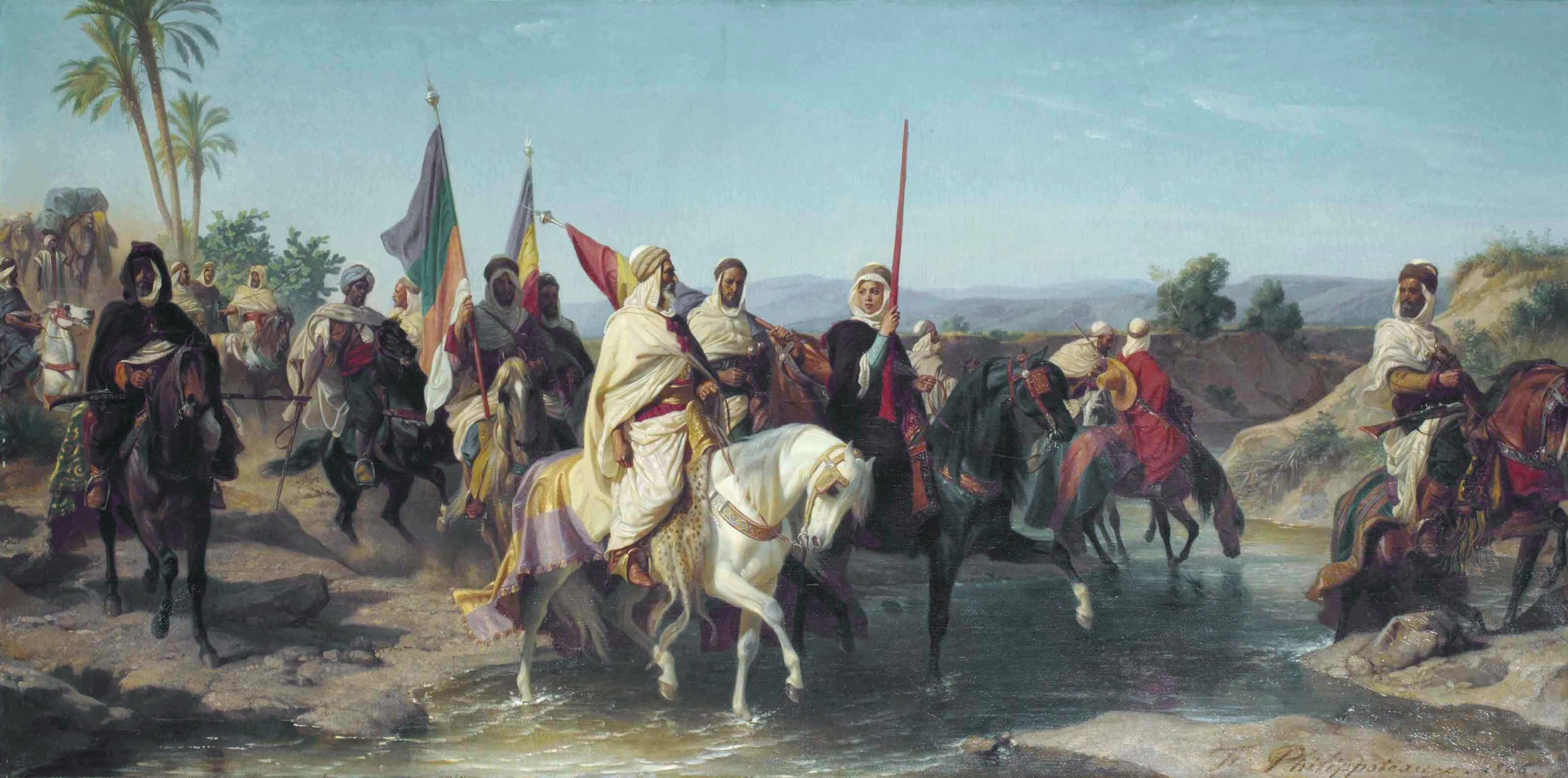
革命軍